# Vefsn
Vefsn er en norsk kommune i fylket (amtet) Nordland. Kommunecenteret ligger i Mosjøen.